# منطقة عجمان الحرة
منطقة عجمان الحرة هي منطقة تجارة حرة في عجمان بدولة الإمارات العربية المتحدة. تأسست في عام 1988، وهي
واحدة من عدد من المناطق الحرة غير المقيدة في دولة الإمارات العربية المتحدة التي تقدم للمستثمرين تأسيس وتشغيل شركات خارجية.اعتبارًا من الربع الأول من عام 2018، تم تشغيل 12,362 شركة خارج المنطقة الحرة للمنطقة الحرة.
تعتبر مناطق التجارة الحرة في دولة الإمارات العربية المتحدة مساهمًا اقتصاديًا رئيسيًا، حيث بلغت الصادرات عام 2017 من المناطق الحرة الإماراتية حوالي 225.5 مليار درهم إماراتي وهي تمثل في ذات العام حوالي 19.5% من إجمالي الصادرات. في الإمارات العربية المتحدة 45 منطقة حرة، توجد 30 منطقة في دبي. هناك عشر مناطق أخرى قيد الإنشاء حاليًا في البلاد.

## خدمات الأعمال
تتطلب جميع الشركات في الإمارات العربية المتحدة رخصة تجارية، والتي يتم تجديدها سنويًا. الرخص التجارية الداخلية متاحة فقط بملكية أجنبية بنسبة 49٪، وتتطلب شريكًا محليًا أو راعًا. يمكن أن تتراوح رسوم الكفالة من 20.000 إلى مليوني درهم سنويًا. سمح تغيير تشريعي أُعلن عنه في مايو 2018 بملكية أجنبية بنسبة 100% للشركات الداخلية، إلى جانب تأشيرة إقامة لمدة 10 سنوات لفئات معينة من المستثمرين والمهنيين، لكن هذا لم يتم تنفيذه بعد، ولا تزال تكاليف وهياكل هذه الشركات غير محددة.
تتيح منطقة المنطقة الحرة للمنطقة الحرة للمستثمرين تأسيس الشركات والتجارة بملكية أجنبية 100% وبدون ضرائب. تشمل خدماتها توفير التأشيرات للعمال الوافدين، والأراضي للتطوير أو المستودعات الموجودة مسبقًا والمباني التجارية التي تدعم مجموعة من أنواع الأعمال، بما في ذلك «المكاتب الذكية» - مساحات العمل المشتركة. رخص العمل في المنطقة الحرة للمنطقة الحرة قابلة للتجديد سنويًا وتبدأ التكاليف من 11900 درهم إماراتي.
توفر منطقة عجمان الحرة العديد من الفرص الاستثمارية الجذابة لجميع المستثمرين. تقدم منطقة عجمان الحرة نماذج استثمار مرنة مناسبة لجميع كيانات الأعمال عبر مجموعة متنوعة من القطاعات بمواصفات وأهداف متنوعة. يبدأ تسجيل الشركة من 11900 درهم فقط (باقة مركز الأعمال).
تفرض دولة الإمارات العربية المتحدة ضريبة القيمة المضافة بنسبة 5٪، والتي تُعفى منها الشركات في المنطقة الحرة للمنطقة الحرة عند التداول بين المناطق الحرة أو داخليًا. ومع ذلك، يتم فرض الضريبة على السلع والخدمات المتداولة داخل الإمارات العربية المتحدة.
تشكل الشركات المملوكة للهند 40% من الشركات العاملة في المنطقة الحرة للمنطقة الحرة، والتي تنمو بمعدل 28% من تسجيلات الأعمال الجديدة على أساس سنوي (منها 46% كانت أعمال استيراد وتصدير).
تم افتتاح عدد من مكاتب التمثيل والمبيعات والترويج الدولية، مع افتتاح مومباي ودبي وكراتشي ومانشستر في عام 2015، دلهي، دار السلام، جوهانسبرغ، قبرص وموسكو في عام 2016 وفي عام 2017 انضمت لاهور إلى هونغ كونغ، وكندا وأذربيجان وسويسرا والصين في عام 2018 كما افتتحت منطقة عجمان الحرة مكتبًا تمثيليًا للدول الإسكندنافية في عام 2018.
وقد بلغ عدد الشركات الجديدة المسجلة في  منطقة عجمان الحرة،  1717 شركة في 2020 بنمو وصل إلى 23% مقارنة بالعام 2019،

## الاستدامة في  منطقة عجمان الحرة
- حققت “منطقة عجمان الحرة” شهادة الريادة في الطاقة والتصميم البيئي “LEED” من الفئة الذهبية، بعد نجاح مستودعاتها الصديقة للبيئة في استيفاء كافة متطلبات نظام التقييم “LEED” الصادر والمُعتمد من قبل “المجلس الأمريكي للأبنية الخضراء” (USGBC)وقد حققت  معايير رئيسية للمباني والمنشآت الخضراء، تشمل إجمالي الطاقة المستهلكة؛ وأساليب عمليات البناء والإنشاء؛ والمواد والعناصر المُستخدمة في التصميم والبناء.[17]
- استكملت منطقة عجمان الحرة، تركيب نظام لمراقبة جودة الهواء المحيط في البوابة 2 من منطقتها الصناعيةوالتي  تحتضن الشركات التي تنشط في مجال الكيميائيات والتبغ والنفط والغاز وذلك في إطار تعزيز  مبادرات الاستدامة بمنطقة عجمان الحرة بهدف المحافظة على البيئة والمساهمة في الحد من تغير المناخ من خلال التحكم في الانبعاثات الناتجة عن الأنشطة الصناعية .[18]

## قطاعات الأعمال في منطقة عجمان الحرة
قائمة القطاعات التي تضمها المنطقة الحرة في عجمان:

### الأغذية والمشروبات
تحتضن منطقة عجمان الحرة حالياً أكثر من 430 من  الشركات  المتخصصة بإنتاج وتوزيع السلع الصالحة للأكل.

### السيارات
تعتبر منطقة عجمان الحرة مقراً ل  96 شركة من أهم الشركات العاملة في مجال تصميم وتطوير وتسويق وبيع السيارات.

### الصحة والجمال
تحتضن المنطقة الحرة في عجمان ما يزيد عن 200 شركة مختصة في الصحة والجمال

### البناء
يوجد 800 شركة مدرجة من شركات البناء والإنشاء في منطقة عجمان الحرة

### الزراعة
تضم منطقة عجمان الحرة أكثر من 20 شركة للخدمات الزراعية.

### التعليم
تؤمن  منطقة عجمان الحره 170 من مرافق الخدمات التعليمية  المتطورة

### النفط الغاز
تضم منطقة عجمان الحرة 70 شركة من شركات النفط والغاز العاملة في دولة الإمارات العربية المتحدة.

### المجوهرات
تحتضن المنطقة الحرة في عجمان361 شركةً للمجوهرات والأحجار الكريمة والألماس والبلاتين والذهب والفضة، بالإضافة إلى أحجار الزينة والإكسسوارات الفخمة.

### الورق والتغليف
تضم منطقة عجمان الحره 45 شركةً للتغليف.

### الإعلام
تضم المنطقة أكثر من 200 مكتب ووكالة مختصة بوسائل الإعلام.

### القطاع البحري
تحتضن منطقة عجمان الحره أكثر من 90 شركة تعمل في  القطاع البحري.

### الغزل والنسيج
تدعم المنطقة الحرة عجمان 320 شركة عاملة في صناعات الغزل والنسيج

### التكنولوجيا المتقدمة
تعتبر منطقة عجمان الحرة موطناً لأكثر من 400 شركة عاملة في قطاع التكنولوجيا.

### الرياضة
تُقدم منطقة عجمان الحرة الحوافز التي تهدف إلى دعم الأعمال الرياضية ضمن نطاقها الجغرافي.

### الصناعات الكيماوية
تحتضن المنطقة الحرة في  عجمان 128 شركة عاملة في مجال الصناعات الكيماوية.

### التجارة
تضم المنطقة الحرة  230 شركة تجارية تعمل ضمن مجموعة واسعة من الصناعات الحيوية.

## الجوائز
واكبت منطقة عجمان الحرة كافة التطورات العالمية وابتكارات التكنولوجيا وأغنت تجربة المستثمرين ومجتمع الأعمال واستحقت عن ذلك عدة جوائز أبرزها:.
- في عام 2021 احتلت منطقة عجمان الحرة المركز السابع بين المناطق الحرة العالمية ضمن جوائز مجلة الاستثمار الأجنبي المباشر "إف دي آي" التابعة لمجموعة "فايننشال تايمز".
- جائزة "المنطقة الحرة الأكثر تميزا في الشرق الأوسط"،
- المرتبة الأولى إقليميا في فئة "حاضنات الأعمال للشركات الصغيرة والمتوسطة"
- جائزة "بيئة الأعمال المثالية للشركات الكبيرة على مستوى المنطقة".
- فازت منطقة عجمان الحرة بجائزة "المنطقة الحرة للعام 2024" خلال حفل جوائز ريادة الأعمال الذي تنظمه مجلة " Entrepreneur Middle East"لتحقيقها إنجازات هامة منها تحقيق أعلى صافي أرباح خلال السنوات الخمس الأخيرة، و إطلاق مبادرات استراتيجية مبتكرة مثل نظام "إصدار الرخصة بخطوه واحدة"،ما أسهم في تسهيل تسجيل الشركات الصغيرة والمتوسطة وزيادة عددها بشكل كبير في دولة الإمارات.[21]

### المنطقة الحرة لمدينة عجمان الإعلامية
تعمل المنطقة الحرة لمدينة عجمان للإعلام بشكل مستقل عن المنطقة الحرة في عام 2018، حوالي ثلاث سنوات من صدور المرسوم الأميري بإنشاء المنطقة. تقدم المنطقة مجموعة من خدمات ترخيص الشركات الصغيرة للأعمال المتعلقة بالإعلام.

## وصلات خارجية
- الموقع الرسمي